# André Haget
Pour les articles homonymes, voir Haget.
Pas d'image ? Cliquez ici

a Compétitions nationales et continentales officielles uniquement.

b Matchs officiels uniquement.
 André Haget, est né le 26 avril 1931 à Biarritz et mort le 31 janvier 1989 à Thiais. Joueur français de rugby à XV, il joue avec l'équipe de France, le Biarritz olympique et enfin le Paris Université Club au poste de demi d'ouverture (1,75 m pour 73 kg). 
Il est le fils de Henri Haget qui fut lui aussi international français de rugby et entraineur du Biarritz olympique
Il était chirurgien dentiste et père d'un fils, Henri Haget, écrivain & grand reporter à l'Express.

## Carrière de joueur

### En club
- jusqu'à 1949 : Biarritz olympique
- après 1949 : Paris université club

### En équipe nationale
Il a disputé son premier test match le 28 février 1953 contre l'équipe d'Angleterre et le dernier contre l'équipe d'Afrique du Sud, le 16 août 1958. Ce jour-là il participe à la première victoire française contre les Springboks, une victoire qui donne la série de test-match à la France. Les Springboks n'avaient pas perdu une série sur leur sol depuis 1896. En 1954, André Haget participe aussi à la première victoire française contre les All Blacks à Colombes, 3 à 0, sur un essai de Jean Prat.
La première victoire des Français face aux Springboks se déroule lors de la tournée en Afrique du Sud de 1958. André Frémaux, alors deuxième ligne remplaçant de la formation tricolore, emporte deux caméras dans son sac et les confie à André Haget, le demi d'ouverture. Les images tournées lors de ce périple dormiront près de cinquante ans dans le fond d'un garage. Elles refont surface aujourd'hui dans un film "Le Grand combat du XV de France".

## Palmarès
- Sélection en équipe nationale : 14 (+1 non officielle)
- Sélections par année : 1 1953, 4 en 1954, 3 en 1955, 4 en 1957, 2 en 1958
- Tournois des Cinq Nations disputés : 1953, 1954, 1955, 1957
- Vainqueur du tournoi en 1954 et 1955 (ex aequo)